# Migros-Kulturprozent

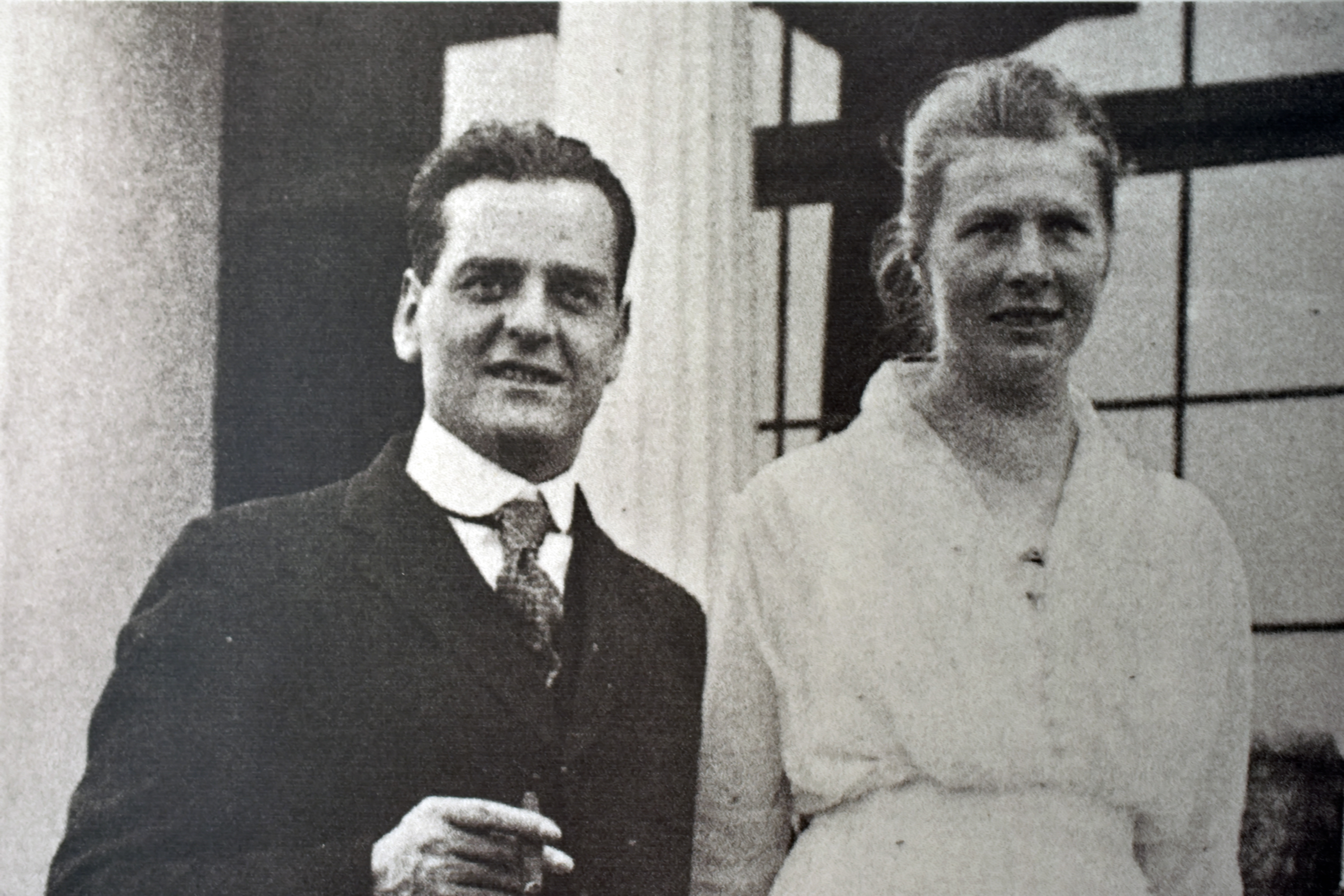
Gottlieb und Adele Duttweiler (1913)

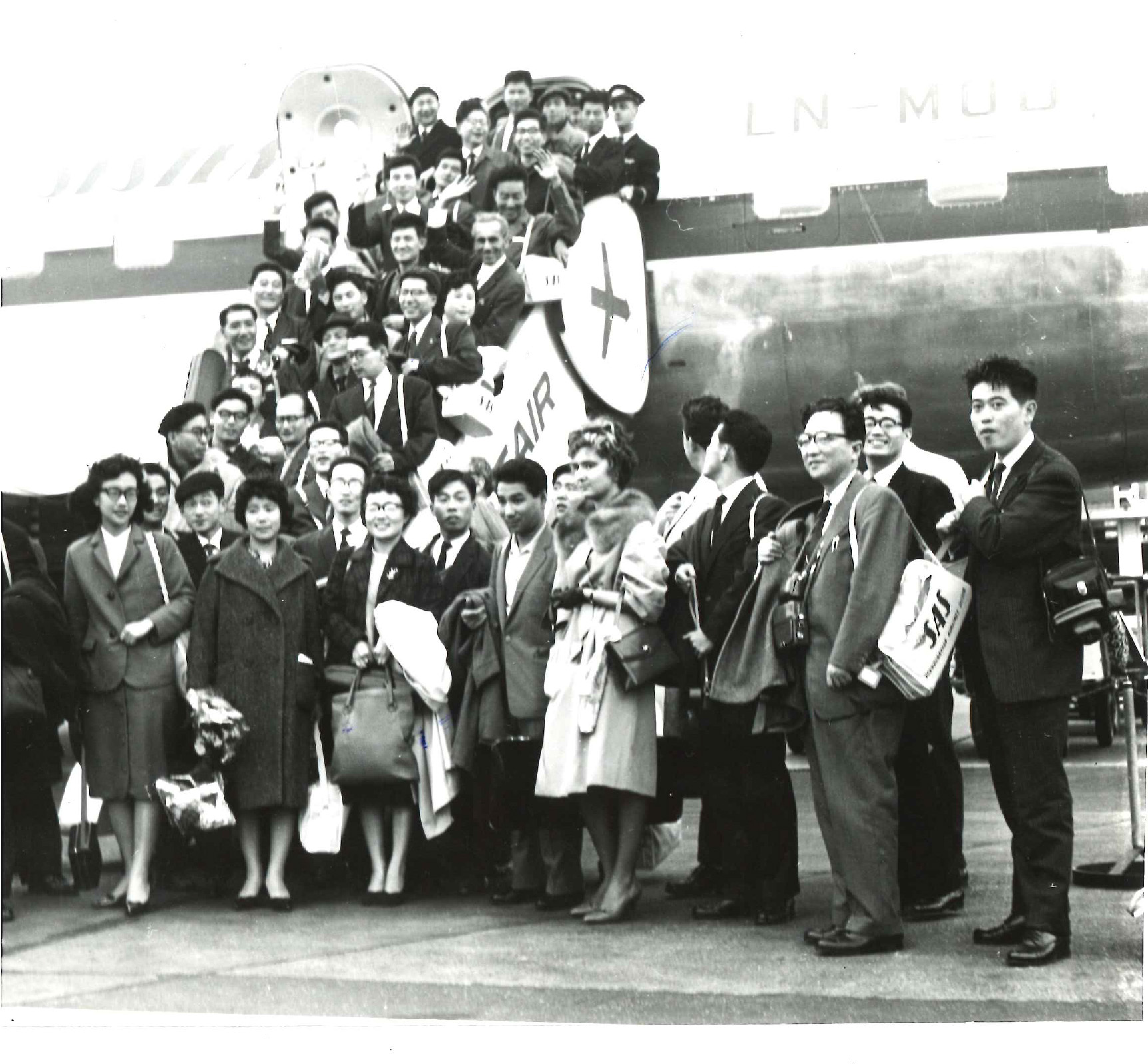
Das Philharmonieorchester Tokio auf Besuch in der Schweiz auf Einladung des Migros-Kulturprozents (1960)

Das Migros-Kulturprozent ist das Kulturförderungsprogramm des Schweizer Detailhandelsunternehmens Migros, das Gottlieb Duttweiler und seine Ehefrau Adele Duttweiler-Bertschi 1957 in die Statuten der Migros aufnahmen. Es fördert Bildung, Kultur sowie den gesellschaftlichen Zusammenhalt und zielt dabei auf Qualität, Professionalität, Vielfalt und Breite ab. Über die Hälfte der Fördergelder fliessen allerdings nicht in die Kultur, wie von der Migros immer wieder suggeriert, sondern in die Klubschule Migros.

## Funktion
In Duttweilers Sinne verpflichten sich der Migros-Genossenschafts-Bund (MGB) und die regionalen Migros-Genossenschaften zu einem jährlichen Beitrag an das Migros-Kulturprozent. Dieser wird auf Grundlage des Umsatzes berechnet und auch bei rückläufigem Geschäftsgang im Detailhandel ausgerichtet. 
Das Migros-Kulturprozent basiert auf 15 Thesen von Adele und Gottlieb Duttweiler sowie den Statuten des MGB. Es ermöglicht der Bevölkerung einen breiten Zugang zu Kultur und Bildung. Tragende Säulen des Migros-Kulturprozents sind Institutionen in den Bereichen Kultur, Gesellschaft, Bildung, Freizeit und Wirtschaft. Das Migros-Kulturprozent setzt sich aus einem Prozent des Grosshandelsumsatzes des MGB und einem halben Prozent des Detailhandelsumsatzes der Genossenschaften zusammen.

## Geschichte
An der Delegiertenversammlung vom 11. Mai 1957 wurden die revidierten Statuten des MGB und das neue Vertragswerk zwischen MGB und den Genossenschaften einstimmig genehmigt. Dadurch wurde eine neue Grundlage geschaffen, in der die ideellen, sozialen und kulturellen Vorstellungen von Gottlieb Duttweiler in der Migros-Gemeinschaft verankert sind. Das Vertragswerk umfasst neu die Verpflichtung auf das Ideengut der Migros, die Thesen der Stifter und das Kulturprozent. Hans Munz wurde zum Präsidenten der Verwaltung ernannt. An der Delegiertenversammlung 2018 wurde entschieden, dass künftig auch die Beiträge aus den Umsätzen der Online-Fachmärkte mit in das Kulturprozent einfliessen sollen.

## Einrichtungen
Folgende Einrichtungen werden durch das Migros-Kulturprozent finanziert:
- die Klubschule Migros
- das Gottlieb Duttweiler Institut (GDI) in Rüschlikon
- die vier Parks im Grüene (Park im Grüene in Rüschlikon, Grün 80 in Münchenstein, Gurten bei Bern und Signal de Bougy in Bougy-Villars)
- die Monte-Generoso-Bahn auf den Monte Generoso im Kanton Tessin
- das Migros Museum für Gegenwartskunst in Zürich

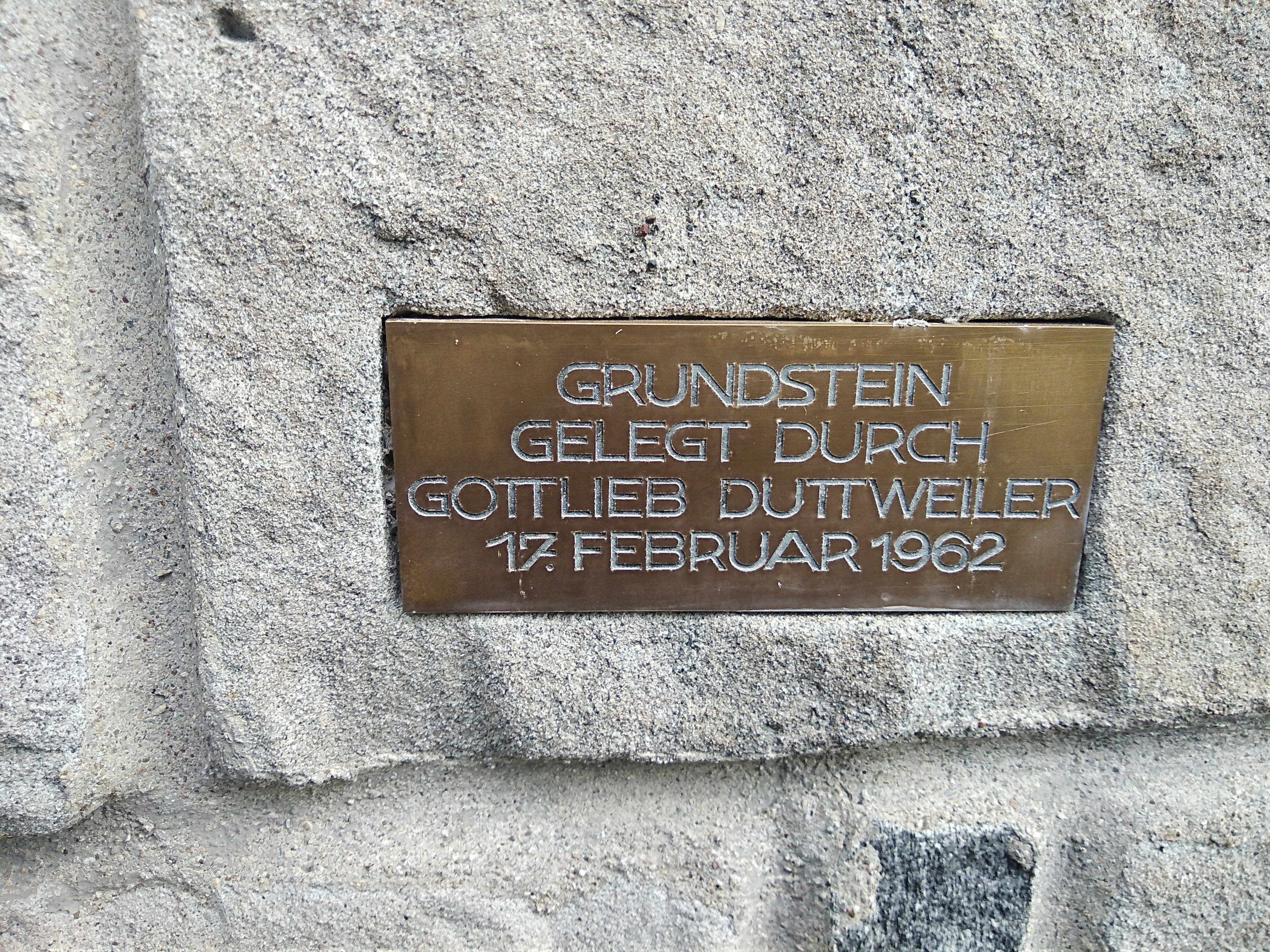
Gottlieb Duttweiler Institut-Grundstein, 1962
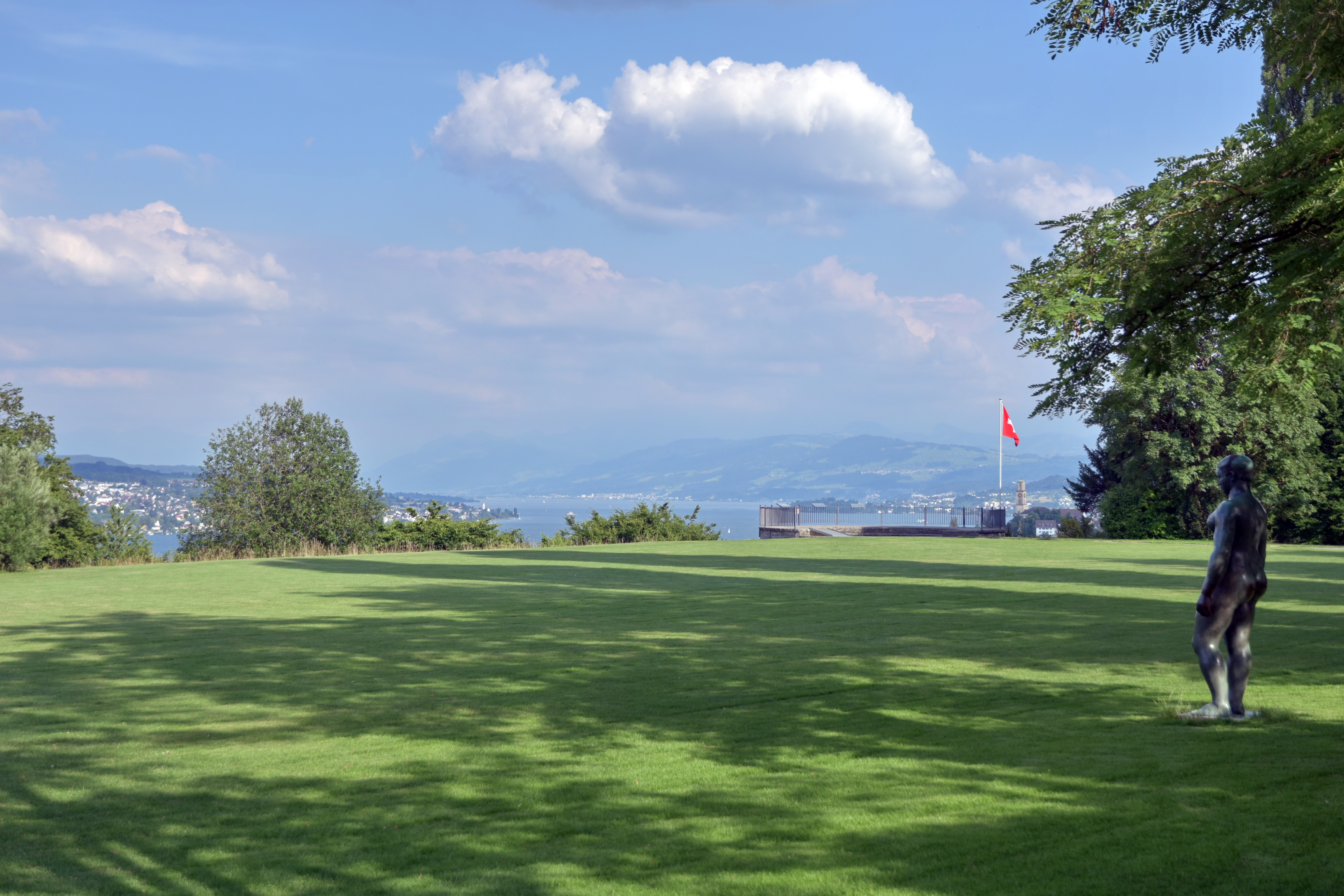
Park im Grüene in Rüschlikon
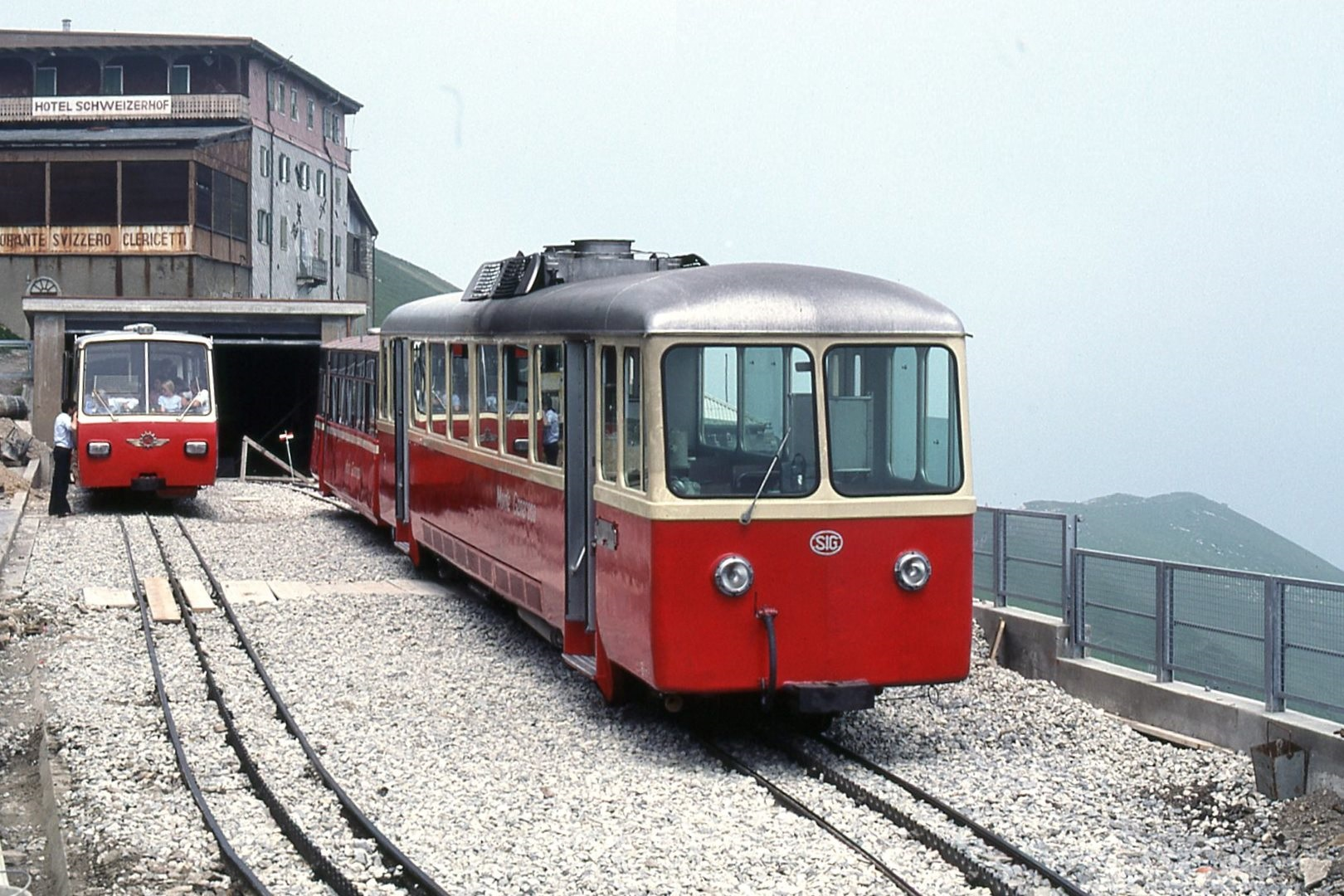
Monte-Generoso-Bahn, vor 1982
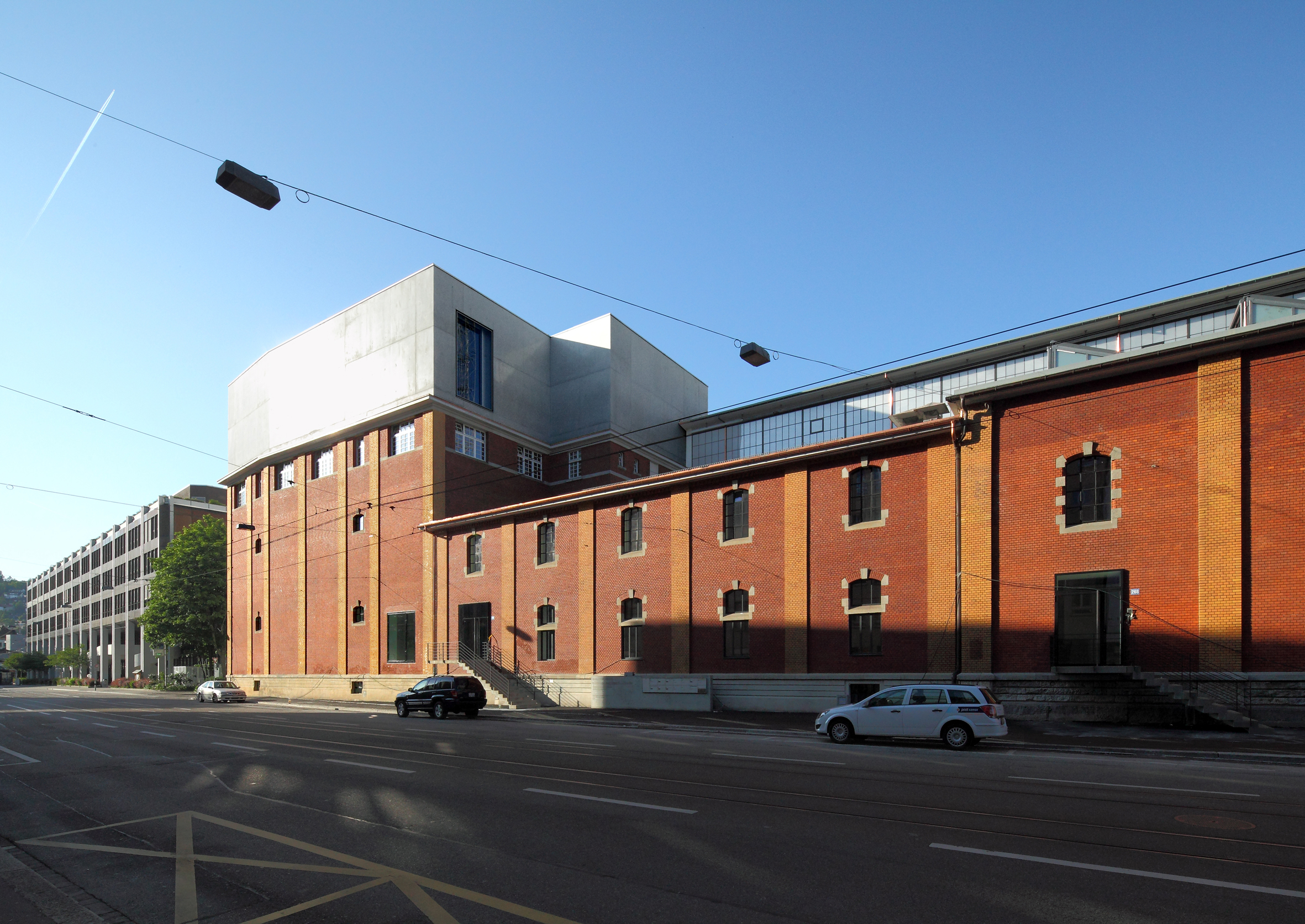
Migros Museum für Gegenwartskunst

## Aktivitäten und Projekte
Das Engagement umfasst Aktivitäten und Projekte in den folgenden Bereichen:

### Kultur
Darunter fallen Bildende Kunst, wie das
Migros Museum für Gegenwartskunst; Kleinkunst, die Kleinkunstbühne im 4. Stock des Migros-Hochhauses;
Arc, die internationale Künstler-Residenz; Musik, wie M4Music, Migros-Kulturprozent-Classics (ehemals Klubhaus-Konzerte), bandX, regionale Festivals für Nachwuchsbands; Neue Medien, wie Digitalbrainstorming, die Bücherreihe Edition Digital Culture, der Schweizer Medien- und Roboterwettbewerb bugnplay.ch; Tanz, wie das Tanzfestival Steps, IntegrArt, für die Integration von Künstlern mit Behinderung in Kunst und Gesellschaft, der Sommernachtsball im Zürcher Hauptbahnhof; Theater, wie der Nachwuchspreis Premio für Theater und Tanz, Projekt Try outs zur Förderung von Kinder- und Jugendtheater, das Residenz-Projekt watch & talk, für den Austausch zwischen Schweizer und internationalen Künstlern; Prairie, ein Koproduktionsmodell mit Theater- und Tanzcompagnien.

### Gesellschaft
Beispielsweise conTAKT, für Unterstützung und Projekte in den Bereichen Migration, Integration, Interkulturalität; freiwillig.engagiert, ein Zusammenschluss von national tätigen Organisationen im Bereich Freiwilligenarbeit; Freiwilligenmonitor, eine repräsentative quantitative Erhebung über das freiwillige und ehrenamtliche Engagement der Schweizer Bevölkerung; Generationenakademie, ein Netzwerk für Generationenprojekte; GiM – Generationen im Museum, eine Initiative zur Förderung von Generationenbegegnungen im Museum; Innovage, eine Plattform für pensionierte Führungs- und Fachkräfte, die ihr Wissen zur Verfügung stellen und weitere Projekte und Programme für ältere Menschen; meingleichgewicht, ein Gesundheitsförderungsprogramm für Menschen mit Behinderung; vitamin B, eine Fachstelle für Vereins- und Vorstandsarbeit; Work and Care Balance, für die Vereinbarkeit von Arbeit und Kinderbetreuung; x-hoch-herz, ein nationaler Schulwettbewerb für Klassen und Schulen, die sich für eine gute Sache einsetzten.

### Bildung
Darunter fallen Weiterbildung, wie die Klubschule Migros und der Gottlieb Duttweiler Lehrstuhl für Internationales Handelsmanagement; Zukunftsforschung, wie das GDI Gottlieb Duttweiler Institute; Kulturvermittlung, als Bestandteil der Kunstproduktion. Von 1956 bis 2018 gehörte auch die Stiftung Eurocentres für Sprachreisen zum Kulturprozent.

### Freizeit
Beispielsweise WWF-Veranstaltungen für Kinder und Jugendliche; NahReisen, Ausflüge in die Natur der Stadt; Ferrovia Monte Generoso; Parks im Grünen; Gartenkind, ein Projekt für Kinder im Primarschulalter.